# Chiesa dei Santi Andrea ed Egidio
La chiesa dei Santi Andrea ed Egidio è una chiesa sussidiaria  a Salobbi, frazione di Novella, in Trentino. Fa parte della zona pastorale delle Valli del Noce e risale forse al XV secolo.

## Storia

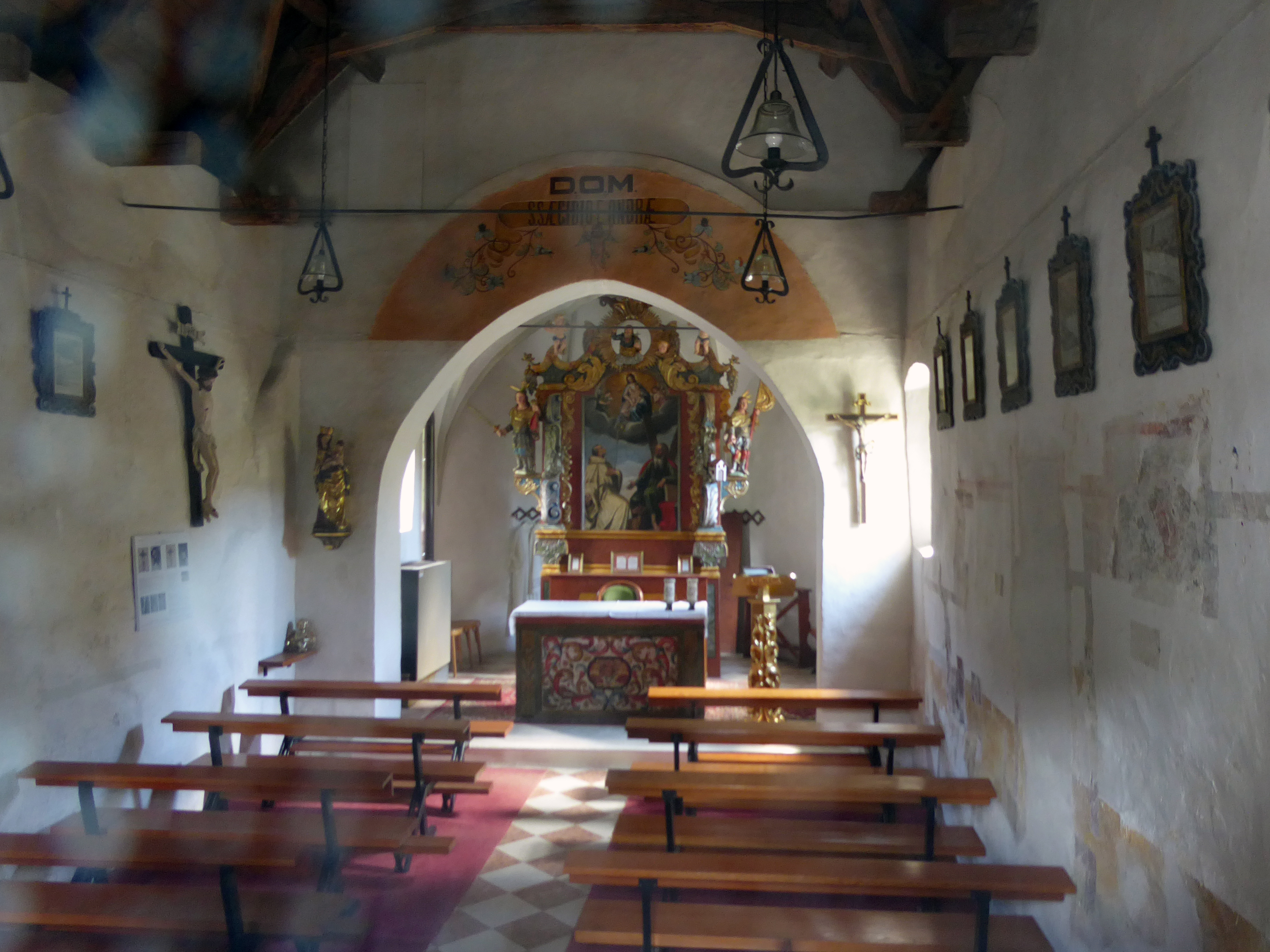
Interno

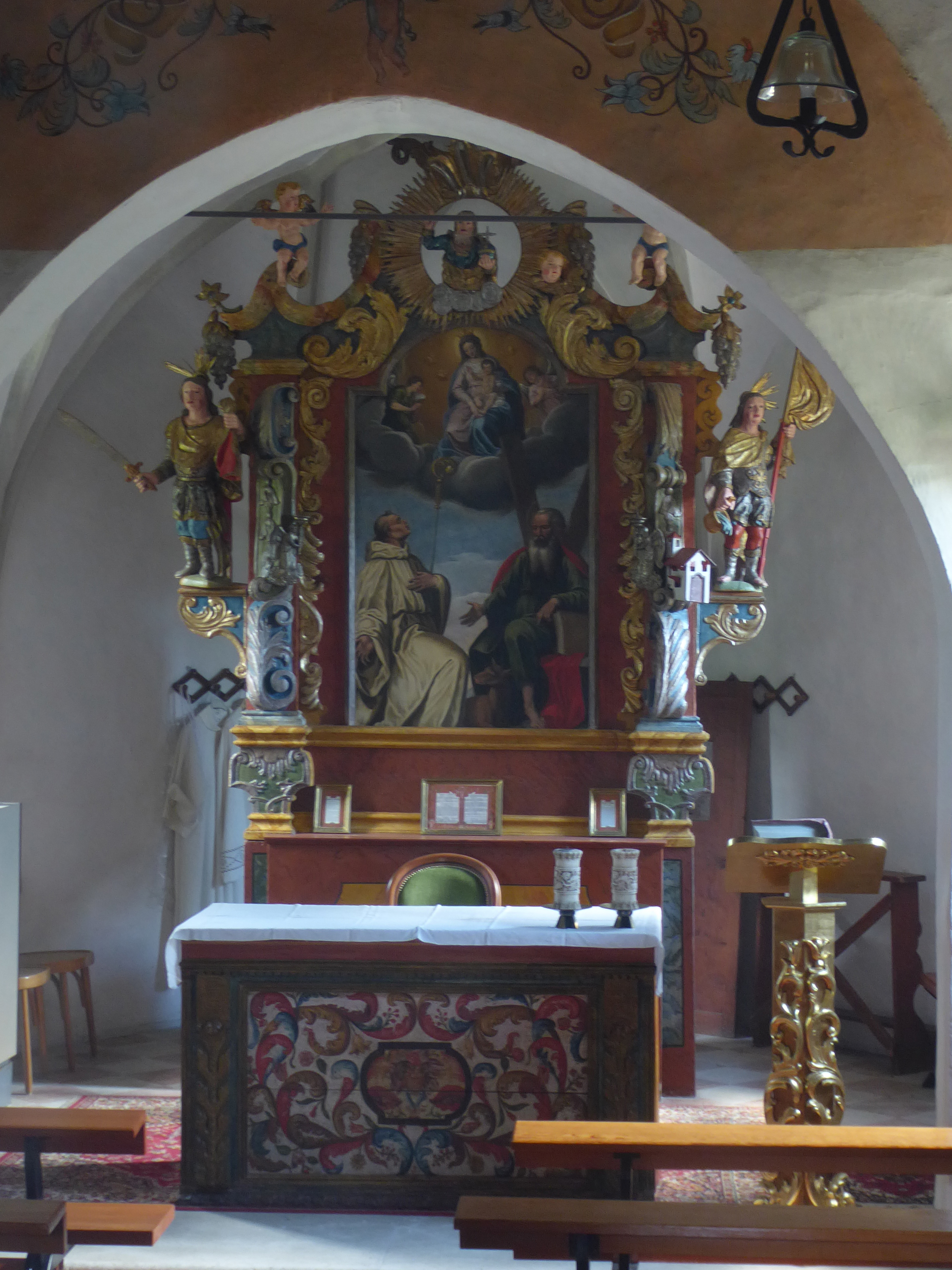
Altare

La prima menzione della piccola chiesa risale al 1515 quando il vescovo suffraganeo Michele Iorba vi consacrò un altare con dedicazione a Sant'Egidio. In seguito, nel 1537, dagli atti relativi a una visita pastorale compiuta nel territorio dal cardinale e principe vescovo di Trento Bernardo Clesio risultò descritta come cappella di Sant'Andrea apostolo. Sembra comunque probabile che il luogo di culto fosse già esistente entro l'inizio del XV secolo.
Nel 1579 sui documenti relativi a un'altra visita pastorale venne riportata la dedicazione della chiesa a Sant'Egidio.
Attorno alla fine del XVII secolo gli interni vennero rinnovati con la costruzione di una volta sopra la sala e il rifacimento della pavimentazione ad un livello leggermente superiore rispetto alla situazione precedente.
Negli anni settanta del XX secolo vennero realizzati restauri conservativi e la volta settecentesca della sala venne demolita perché stava creando problematiche alla stabilità dell'edificio, sostituita da una nuova copertura in legno per coprire le capriate sotto il tetto. Vennero poi rinnovate la pavimentazione della navata e la superficie del sagrato. L'occasione della tinteggiatura degli interni e degli esterni favorì anche il recupero di lacerti di antichi affreschi.
Gli ultimi interventi conclusisi nel 2005 hanno portato alla rimozione del soffitto in legno messo in opera solo tre decenni prima ed hanno messo in luce la struttura portante del tetto.

## Descrizione
La facciata è semplice, a due spioventi con portale architravato in pietra. La piccola torre campanaria a vela è costruita in legno e si alza dal centro del tetto con una copertura a scandole in larice. L'interno, a navata unica, ha la copertura che dopo i recenti interventi è a vista. Restano conservati pochi lacerti affrescati nella navata a destra e sulla facciata.
Gli affreschi visibili sono di gusto gotico e rappresentano la Madonna in trono col Bambino e San Cristoforo. L'altare in legno ha il paliotto con motivi floreali e conserva la pala con Madonna col Bambino ed i Santi Andrea ed Egidio.